# Bienal Internacional do Livro de São Paulo
A Bienal Internacional do Livro de São Paulo é um evento cultural organizado pela Câmara Brasileira do Livro que reúne várias editoras brasileiras e estrangeiras para apresentar lançamentos e seus títulos.

## Histórico
A primeira Bienal Internacional do Livro de São Paulo aconteceu entre 15 e 30 de agosto de 1970, no Pavilhão da Bienal, no Parque Ibirapuera, decorrência de um projeto que se iniciou na década de 1950. Nessa época, mais precisamente em 1951, com o intuito de introduzir no país a tradição europeia das feiras de livros encontradas na França, na Alemanha e na Itália, a CBL promoveu a primeira Feira Popular do Livro, na praça da República.
A experiência foi retomada em 1956 e deslocada para o Viaduto do Chá, ponto ainda mais central da capital paulista e de grande fluxo de pedestres. O projeto foi ganhando corpo e novos adeptos. Em 1961, em parceria com o Museu de Arte de São Paulo, foi promovida a primeira Bienal Internacional do Livro e das Artes Gráficas, evento que se repetiu em 1963 e 1965. Eles serviram de ensaio para a primeira Bienal Internacional do Livro bancada exclusivamente pela CBL, em 1970.
Em 1996, para abrigar um maior número de expositores e proporcionar um maior conforto ao público, ela passou a ser realizada no Expo Center Norte. Em razão do crescimento contínuo de público e expositores, em 2002, ela deixou o Center Norte e foi para o Centro de Exposições Imigrantes (com 45 mil metros quadrados de área), onde foi realizada até 2004.
A partir de 2006, a Bienal do Livro de São Paulo passa a ser organizada no Anhembi Parque, junto à Marginal Tietê no distrito de Santana.
Em 2008, na sua 20ª edição, a Bienal apresentou um projeto inédito no país: um livro colaborativo através da Internet, o Livro de Todos, que teve o primeiro capítulo escrito pelo renomado escritor Moacyr Scliar e editado pelo jornalista Almyr Gajardoni. O livro teve a colaboração de 173 internautas e o site do projeto foi visitado por 14.238 internautas. Com 18 capítulos, o livro foi publicado pela Imprensa Oficial do Estado de São Paulo com capa do desenhista Maurício de Sousa.